# もんもんドラエティ
『もんもんドラエティ』は、1981年10月15日から1982年6月18日にかけてテレビ東京にて全30回放送されたテレビドラマとバラエティ番組。渡辺プロダクションとテレビ東京の共同制作による番組である。1982年3月19日からは同年3月1日に開局したテレビ大阪でも放送されていた。

## 概要
日本に引っ越してきた「ドラキュラ一家（もんもん家）」と隣に住む「翔んでる人間一家（鈴木家）」を舞台としたコメディードラマを中心に、ダンスの振り付けのコーナーやゲストの歌のコーナーなど、いくつかのコーナーを挿入して構成された番組で、タイトルにある「ドラエティ」とは「ドラマ」と「バラエティ」を組み合わせた造語である。主役は「ドラキュラ一家」の一人娘である「もんもんひとみ」と「翔んでる人間一家」の一人息子である「鈴木浩之」で、それぞれ石川ひとみと沖田浩之が演じた。
「ドラキュラ一家」の主であるドラキュラ役は、かつて『呪いの館 血を吸う眼』や『血を吸う薔薇』といった映画で吸血鬼役を演じていた岸田森が担当した。岸田森にとっては自身初となるバラエティー番組へのレギュラー出演となったが、番組終了から半年ほど経過した1982年12月28日に岸田森が食道癌で急逝したため、本作は岸田森にとって毎週放送のテレビ番組でレギュラーを務めた作品の中で生前最後のものともなった。
番組内ではドラマ本編の内容やゲスト出演者とは関係なく、8ミリフィルムを用いて制作された約3分程度のホラー作品を紹介する「お茶の子博士のHORROR THEATER」というコーナーが毎回放送され、作品の監督およびコーナーの進行は手塚眞が務めた。第19回からはコーナー名が「手塚眞のお茶の子シアター」と改題され、アシスタントのポッキー（矢野ひろみ）が同コーナーの担当に加わった。第29回に放送された『月夜の血と薔薇』という作品（監督は小林弘利が担当）には岸田森がドラマ本編と同じようなドラキュラ役として出演し、同コーナーの冒頭でも岸田森が登場して手塚眞とのミニコントを行うことがあった。第14回に放送された『TERROR T.V.』という作品では、作中で殺害される人物役として小説家の新井素子が出演しており、他の回においても小中和哉・平山夢明・河崎実・犬童一心などといった後に有名となる映像作家の面々が作中に出演している。
第19回から放送曜日が木曜から金曜へと移動し、第21回と第22回はそれぞれ「特番その1」と「特番その2」と題された84分の特別版（19:30 - 20:54）として放送された。第19回から加わった高田純次や美保純にとっては、本作が自身初となるテレビ番組のレギュラー出演作となった。なお、放映回数の表示には正確には「第1回」ではなく「第1怪」という番組独自となる表記が採用されている。
番組自体は現在に至るまで映像ソフト化されたことはないが、「お茶の子博士のHORROR THEATER」および「手塚眞のお茶の子シアター」のコーナーで紹介された作品群のみは、当時の同コーナーにおける手塚眞と岸田森のミニコントも可能な限り収録した形で、2002年12月にDVDにまとめられて発表された。DVDには手塚眞と原口智生によって20年ぶりに制作された新作も収録されている。

## 出演者
レギュラー
- 石川ひとみ：もんもんひとみ（ドラキュラの娘、隣の鈴木家の息子・浩之に恋している）
- 沖田浩之：鈴木浩之（鈴木家の一人息子、ひとみからは「ヒロくん」と呼ばれる）
- 岸田森：ドラキュラ（正式な名は「アルカード」、ひとみと浩之の交際に関して強硬に反対している）
- 辺見マリ：魔女（ドラキュラの妻、ひとみに人間の男に恋をしてはいけないという魔女の掟を説く）
- 坂上二郎：先代ドラキュラ（肖像画として登場するひとみの祖父、ひとみと浩之の交際を応援している）
- 山田邦子：ブス猫 （- 第18回）/ ブリ子（第19回 -）（フランケンと狼男と共にドラキュラ一家に居候するモンスター）
- 魁三太郎：フランケン（- 第18回）→ 狼男（第19回 -）
- 笹野高史：狼男（- 第18回）
- 佐渡稔：フランケン（第19回 -）
- 柳原ハルヲ：鈴木留吉（- 第18回、鈴木家の父）
- 木内みどり：鈴木ハツ子（- 第18回、鈴木家の母） /  鈴木くるみ（第19回 -、鈴木家の母）
- 高田純次：鈴木ハジメ（第19回 -、鈴木家の新しい父）
- 伊藤つかさ：ひとみの友人
- 坂上亜樹：ひとみの友人
- 水森コウ太：警官・別府
- 山岡甲：警官・釜石
- チャップ：警官・気仙沼
- 手塚眞：お茶の子博士（「お茶の子博士のHORROR THEATER」→「手塚眞のお茶の子シアター」担当）
- 矢野ひろみ：ポッキー（第19回 -、「手塚眞のお茶の子シアター」アシスタント）
- 小林正岳：エレクトーン占い師
- ヒップアップ：「ヒップアップの青春アイランド」コーナー担当
- ザ・ヴィーナス： 「ヒロ & ひとみの THE PARTY」コーナー 演奏担当
- チャップ & ザ・リリーズ： 「ヒロ & ひとみの THE PARTY」コーナー 「今週のステップ」担当
- 美保純：「今週のヨイショ」コーナーなど担当（第19回 -）
- 四季穂： ヨイショギャル（第19回 -）
- 細川隆一郎：ウッソーおじさん / 政治評論家
- 大屋政子：解説のおねえさん（第19回 -）

ゲスト
- 沢田研二（第1回・第7回・第12回・第13回）
- 河合奈保子（第2回・第5回・第17回）
- 郷ひろみ（第3回・第20回）
- 松田聖子（第4回・第5回）
- 岩崎宏美（第6回・第11回）
- 河合夕子（第6回）
- 森川正太（第6回）
- 小森和子（第7回・第8回）
- 小松政夫（第7回）
- 山岡浩二（第7回）
- 中川みどり（第8回・第13回）
- 和田アキ子（第8回）
- 小柳ルミ子（第8回）
- 太田裕美（第9回）
- 岩城徳栄（第9回）
- 高田みづえ（第10回）
- 松本伊代（第10回）
- 佐山俊二（第12回）
- 柏原よしえ（第14回）
- 沢田聖子（第14回）
- スターダストレビュー（第15回・第17回）
- ザ・ヴィーナス（第15回・第18回）
- 日髙のり子（第15回）
- 榊原郁恵（第16回）
- 杉田愛子（第16回）
- 速水陽子（第18回）
- シュガー（第19回）
- 伊東四朗（第21回）
- 研ナオコ（第21回）
- ビートたけし（第21回）
- 畑中葉子（第21回）
- 松金よね子（第22回）
- 西川のりお・上方よしお（第22回）
- 司浩司（第22回）
- 太平サブロー・シロー（第22回）
- 渡辺めぐみ（第23回・第24回）
- 新沼謙治（第26回）
- 北原佐和子（第27回）
- 内藤陳（第27回）
- 中森明菜（第28回）
- 水野きみこ（第29回）
- 三井比佐子（第30回）

## スタッフ
- 企画：前原雅勝（渡辺プロダクション）
- 作・構成：景山民夫、佐藤宗示、水谷龍二
- 振り付け：土居甫
- 音楽：スターダスト・レビュー
- 協力：浅井企画・東通
- 制作協力：フルハウス
- 演出：奥村隆市（フルハウス）、植木善晴、伊世憲造
- プロデューサー：宮川鑛一（テレビ東京）、金沢英俊（渡辺プロダクション）
- 製作：渡辺プロダクション・テレビ東京

「お茶の子博士のHORROR THEATER」・「手塚眞のお茶の子シアター」
- 監督：手塚眞、小林弘利、石田卓也、佐々木明広、片渕須直
- 造形：手塚眞、高貴準三、原口智生
- 監修：お茶の子博士

## ネット局
- テレビ東京（制作局）
- 奈良テレビ - 同時ネット
- テレビ和歌山 - 同時ネット
- 岐阜放送 - 木曜21時からの時差ネット
- テレビ大阪
- 静岡第一テレビ - 土曜午後に2 - 3週遅れで放送

この他にも、テレビ東京系列局のない地域では、他系列の局が番組購入で時差放送を行っていた。

## 楽曲

### 主題歌
- 『銀座ネオン・パラダイス』
作詞：根本要、手島昭 / 作曲：根本要 / 唄：スターダストレビュー
- 『赤道小町ドキッ』
作詞：松本隆 / 作曲：細野晴臣 / 編曲：大村憲司 / 唄：山下久美子

### 挿入歌
- 『夕暮れのスケッチ』
作詞：根本要、手島昭 / 作曲：根本要 / 編曲：スターダストレビュー / 唄：スターダストレビュー

## 関連商品
DVD
- 『お茶の子博士のHORROR THEATER ～TV「もんもんドラエティ」より～』（ポニーキャニオン、2002年12月18日）